# 氟他唑仑
氟他唑仑（分子式：C19H18ClFN2O3）是一种苯二氮䓬类药物。它在日本发明，这也是在医学上有使用的主要国家。它具有镇静、肌肉松弛、抗惊厥和抗焦虑作用，与其它苯二氮䓬类药物的作用相似。虽然它和地西泮的效力大致相同，但它有更显著的镇静作用和协调障碍。它适用于失眠的治疗。它的主要活性代谢产物是去烷基氟西泮，这同时也是氟西泮的主要代谢产物。氟他唑仑的半衰期非常短，仅3.5小时，而去烷基氟西泮的半衰期常大47–100小时。